# Henry Février
Pour les articles homonymes, voir Février (homonymie).
Henry Février, né le 2 octobre 1875 à Paris et mort le 6 juillet 1957 dans cette même ville, est un compositeur français.

## Biographie
Il étudia au Conservatoire de Paris avec Pugno, Leroux, Massenet et Fauré. Il fut également l'élève d'André Messager.
Henry Février composa notamment des mélodies, des pièces pour piano et des œuvres de musique de chambre. Mais c'est avec ses opéras qu'il connut ses plus grands succès : Le Roi aveugle (1906), Monna Vanna (1909), Carmosine (1913), Gismonda (1919), La Damnation de Blanchefleur (1920), L'Île désenchantée (1925), Oletta, la fille du Corse (1927), La Femme nue (1929) et Sylvette (opérette en collaboration avec Marc Delmas, 1932).
Il est le fils de l'architecte Jules Février et le père du pianiste Jacques Février, le beau père du réalisateur Marcel Aboulker et le grand-père de la compositrice Isabelle Aboulker et de la romancière Florence Aboulker. La famille tout entière a été très liée à celle de Marguerite de Saint-Marceaux : Jules a construit l'hôtel particulier de cette dernière au 100 boulevard Malesherbes, Henry était l'ami de ses fils et reçu dans le salon de madame de Saint-Marceaux, Jacques l'a fréquenté à partir de 1918.
Le musée Carnavalet à Paris conserve le portrait d'Henry Février dessiné par Roger Guit.